# Melanie Buddenmayer
Melanie Buddenmayer (Estados Unidos, 1966) es una nadadora estadounidense retirada especializada en pruebas de estilo mariposa, donde consiguió ser medallista de bronce mundial en 1982 en los 100 metros estilo mariposa.

## Carrera deportiva
En el Campeonato Mundial de Natación de 1982 celebrado en Guayaquil (Ecuador), ganó la medalla de bronce en los 100 metros estilo mariposa, con un tiempo de 1:00.40 segundos, tras su paisana estadounidense Mary T. Meagher  (oro con 59.41 segundos) y la alemana Ines Geißler  (plata con 1:00.36 segundos).